# Ячейка Ферреля
Ячейка Феррела (Ферреля) — элемент циркуляции земной атмосферы в умеренном поясе, находится примерно между 30 и 65 градусами северной широты и 30 и 65 градусами южной широты и ограничена субтропическим хребтом с экваториальной стороны и полярным фронтом с полярной. Ячейка Феррела считается второстепенным циркуляционным элементом и полностью зависит от ячейки Хадли и полярной ячейки. Теория существования этой ячейки была разработана американским метеорологом Уильямом Феррелом в 1856 году.

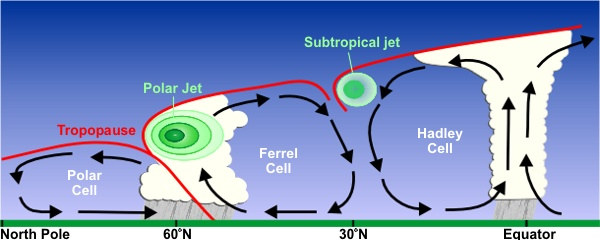
Ячейки Феррела и Хэдли

Фактически, ячейка Феррела действует как подшипник качения между ячейкой Хадли и полярной ячейкой, поэтому её иногда называют зоной перемешивания. На приполярной границе, ячейка Феррела может перекрываться с полярной ячейкой, а на экваториальной — с ячейкой Хадли. Преобладающие приповерхностные ветры, что соответствуют этой ячейке, называются западными ветрами умеренного пояса. Однако локальные эффекты легко изменяют ячейку: так, Азиатский антициклон значительно сдвигает её на юг, фактически делая разрывной.
Тогда как ячейка Хэдли и полярная ячейка замкнутые, ячейка Феррела не обязательно является таковой, в результате чего западные ветры умеренных широт не так регулярны, как пассаты или восточные ветры полярных районов, и зависят от местных условий. Хотя высотные ветры действительно западные, приповерхностные ветры часто и резко меняют своё направление. Отсутствие быстрого движения к полюсам или к экватору не позволяет этим ветрам ускоряться, в результате при прохождении циклона или антициклона ветер может быстро изменить направление, и в течение дней дуть в восточном или ином направлении.
Расположение ячейки сильно зависит от расположения соответствующего ей высотного струйного потока, определяющего расположение полосы приповерхностных циклонов. Хотя общее движение воздуха у поверхности ограничено примерно 30 и 65 градусами северной и южной широт, высотное обратное движение воздуха выражено значительно менее чётко.